# Cap Race
Le cap Race (anglais : Cape Race) est un promontoire situé au sud-est de la péninsule d'Avalon sur l'île de Terre-Neuve. On estime généralement que son nom vient du portugais Raso (désert). Ce cap, qui figure sur les portulans du XVIe siècle en tant que Cabo Raso, a pu être baptisé par analogie avec un toponyme de l'embouchure du Tage au Portugal.

## Géographie
Ses brumes épaisses, sa côte escarpée, et le fait qu'il se trouve sur la plupart des routes maritimes transatlantiques ont fait du cap Race le lieu de multiples naufrages à travers les siècles. Du point de vue orographique, le cap Race est un plateau battu par les vents s'avançant dans l'Atlantique, avec des falaises surplombant la mer d'une trentaine de mètres. Il est couvert de brumes environ 158 jours par an.

### Climat
| Mois                                  | jan.      | fév.       | mars      | avril     | mai       | juin      | jui.      | août      | sep.      | oct.      | nov.       | déc.       | année     |
| ------------------------------------- | --------- | ---------- | --------- | --------- | --------- | --------- | --------- | --------- | --------- | --------- | ---------- | ---------- | --------- |
| Température minimale moyenne (°C)     | −6,1      | −6,3       | −5        | −1,6      | 1,3       | 4,9       | 9,2       | 11,5      | 8,7       | 5         | 1          | −2,8       | 1,7       |
| Température moyenne (°C)              | −2,5      | −3         | −1,7      | 1,4       | 4,6       | 8,2       | 12,7      | 14,6      | 12,2      | 8,3       | 4,1        | 0,5        | 4,9       |
| Température maximale moyenne (°C)     | 1         | 0,2        | 1,5       | 4,4       | 7,8       | 11,5      | 16        | 17,7      | 15,7      | 11,6      | 7,3        | 3,6        | 8,2       |
| Record de froid (°C) date du record   | −33 1995  | −26,1 1921 | −21 2014  | −15 2014  | −9,4 1930 | −6,1 1930 | −1,1 2018 | 0,6 1926  | −3,3 1941 | −10 1923  | −13,9 1932 | −21,1 1933 | −33 1995  |
| Record de chaleur (°C) date du record | 12,7 2018 | 9,4 1955   | 11,4 2009 | 18,9 1942 | 20,8 2009 | 25,6 1930 | 27,8 1947 | 27,8 1944 | 28,2 2003 | 22,2 1924 | 16,9 2016  | 12,2 1928  | 28,2 2003 |
| Précipitations (mm)                   | 103,1     | 76,9       | 91,4      | 99,6      | 90,7      | 86,3      | 109,3     | 111,7     | 91,8      | 115,4     | 127        | 119,4      | 1 222,5   |
| dont neige (cm)                       | 45,2      | 48,1       | 32,9      | 13,9      | 1,3       | 0         | 0         | 0         | 0         | 0,9       | 3,5        | 26,5       | 172,2     |

| Diagramme climatique                                  |             |           |             |            |             |            |               |             |            |         |              |
| J                                                     | F           | M         | A           | M          | J           | J          | A             | S           | O          | N       | D            |
| 1−6,1103,1                                            | 0,2−6,376,9 | 1,5−591,4 | 4,4−1,699,6 | 7,81,390,7 | 11,54,986,3 | 169,2109,3 | 17,711,5111,7 | 15,78,791,8 | 11,65115,4 | 7,31127 | 3,6−2,8119,4 |
| Moyennes : • Temp. maxi et mini °C • Précipitation mm |             |           |             |            |             |            |               |             |            |         |              |

## Phare
En 1856, les autorités britanniques du Trinity House y établirent le premier phare : c'était une tour en fonte avec une lampe à arc mise en rotation par un mécanisme d'horlogerie. On lui substitua en 1907 une tour en béton armé munie d'une lentille à échelons massive. Le phare d'origine fut d'abord déplacé à Cape North ; il se dresse aujourd'hui face au musée des sciences et de la technologie du Canada d'Ottawa. Cape Race est également équipé d'un émetteur LORAN-C de grande puissance, dont le mât était, jusqu'à la construction de la Tour CN, l'édifice le plus élevé du Canada. Ce dernier a été désigné comme lieu historique national le 18 mai 1974. Il fut reconnu édifice fédéral du patrimoine le 15 février 1990.

## Histoire
De 1859 à 1866, l'agence de presse Associated Press disposait à Cape Race d'un correspondant de presse chargé de surveiller le passage des paquebots croisant au large depuis l'Europe, afin de prévenir par télégraphe le siège à New York. Ces messages étaient accompagnés de la mention via Cape Race.
En 1904, la première station de transmission sans fil de Terre-Neuve fut installée à Cape Race. Ce fut d'ailleurs l'une des deux stations qui interceptèrent l'appel de détresse du RMS Titanic (l'autre était la station télégraphique Marconi installée sur les toits du grand magasin Wanamaker's à New York).

## Événements
- Le SS Anglo-Saxon (1856 - 1863), paquebot de la Allan Line steamship : naufrage dans le brouillard le 27 avril 1863, près de Cape Race sur l'île de Terre-Neuve en route vers Liverpool, 238 morts.
- SS Laurentian (1893 - 1909), paquebot de la Allan Line steamship, ex-Polynesian (1872 - 1893) de la même compagnie : naufrage le 6 septembre 1909 près de Cape Race sur l'île de Terre-Neuve, aucun mort.
- Le SS Corsican (1907 - 1922), paquebot de la Allan Line steamship, puis sous le même nom, de la Canadian Pacific Line (1917), renommé SS Marvale (1922 - 1923 : naufrage le 21 mai 1923 près de Cape Race sur l'île de Terre-Neuve.